# 大橋系統交流道

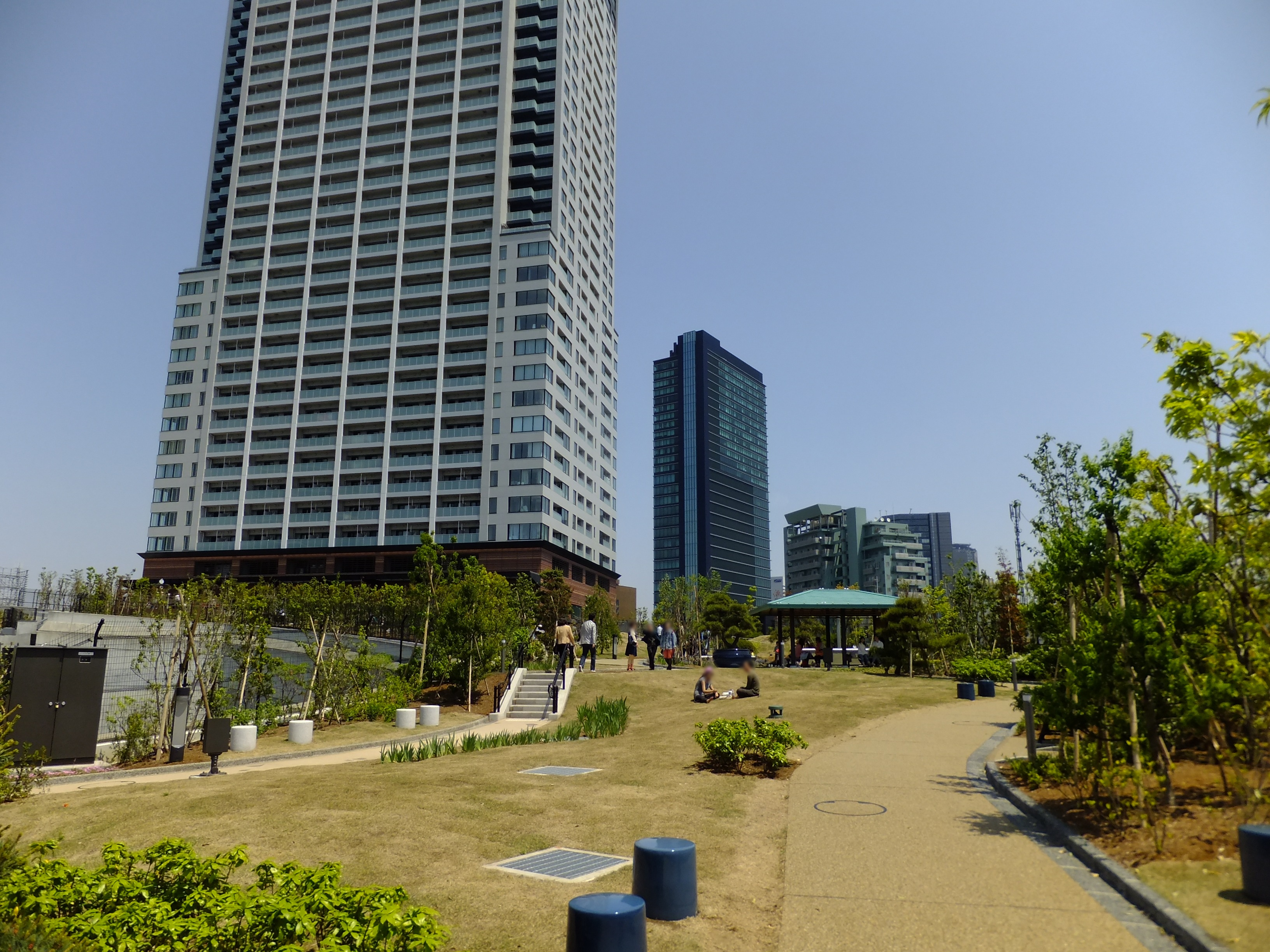
大橋系統交流道上面的空中庭園目黒天空庭園

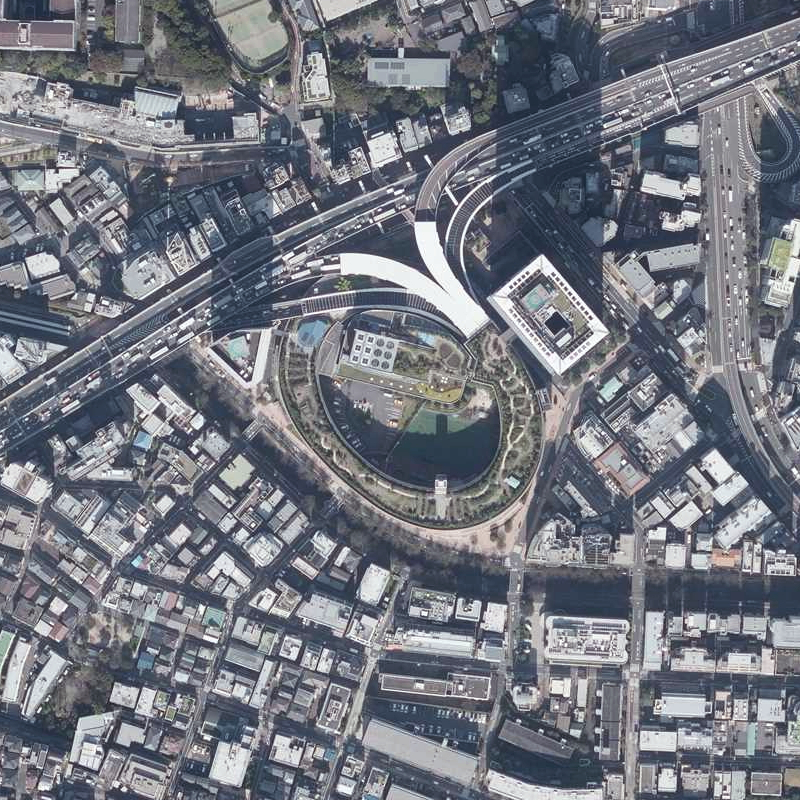
大橋系統交流道空照圖（2019年11月撮影）

大橋系統交流道（（おおはしジャンクション）Ohashi Junction）位於日本東京都目黑區，是首都高速道路中央環狀線和3號澀谷線的單象限型系統交流道，位處東京都心及羽田機場的要道上，亦為大橋地區都市更新、綠化及土地活用計畫之一環:1-2。
其現址曾是1969年廢止的東急玉川線（今 世田谷線）通過之處，也是玉川電鐵的大橋車庫基地所在位置。玉川電鐵廢止後，這裡變成東急巴士大橋營業所，但也在2002年歇業。
2010年3月28日，此交流道隨著中央環狀線西新宿系統交流道－大橋系統交流道段（山手隧道南延段）的竣工而開放車輛使用。至於本交流道至大井系統交流道（可連接首都高灣岸線）的路段在2015年啟用，國土交通大臣太田昭宏出席啟用典禮。

## 連接道路
- 首都高速3號澀谷線
- 首都高速中央環狀線

## 構造
由於市區空間狹小導致腹地不足，及連接的兩條高速公路高程落差過大（地下36公尺至地上35公尺）:1，大橋JCT的聯絡引道於兩公路交叉處的西南象限修築成一條由地底盤旋而上的單象限環狀坡道。該環坡由山手通地底下的中央環狀線開始，盤旋向上將近4層樓的高度，在即將抵達3號澀谷線時分為兩線，分別前往東京市中心（連接3號澀谷線上行車道）和東名高速道路（連接3號澀谷線下行車道）方向（而3號澀谷線早在興建時就已經考量到另一條高速公路的進場，而在路側預留了匯流及分歧匝道興建的空間）。興建這座環型的立體交叉橋需要占用大量的土地，又與周邊的建築物毗鄰，因此針對這個地區進行了都市更新的計畫。此基地面積大約為25,000m²，重劃的區域則命名為「O-path目黑大橋」。
大橋JCT的環線交叉道兩端可將3號澀谷線的東向、西向車道與中央環狀線（包含延伸至大井的地下化路段）的內環、外環車道全面連接起來。這與中央環狀線上另外兩個因為空間有限而無法增設匝道、做到全面轉換的兩個交流道－熊野町JCT和西新宿JCT－不同，這與大橋JCT採用迴旋式匝道／坡道有很大的關係。

### 迴旋式構造及設施
大橋JCT之迴旋式匝道構造之地上高度約35、地下深度約36公尺 高低差約71公尺，環繞一圈之週長約400公尺，共分為4層構造:1。
由於大橋JCT的迴旋坡道占地像國立霞丘陸上競技場一樣廣大，因此設計成假隧道的形式（在路面左右兩側及上方全部罩上隔音牆）以減少這座4層樓高的龐大構造物造成的噪音。而為了解決車輛廢氣排放問題，營建單位在環道內側設置了抽氣設備。也因為有陡坡和急轉彎的路況存在，匝道的速限設定為40公里每小時，同時為了避免駕駛人迷路而進錯車道的情形發生，由山手隧道通往3號澀谷線的路面漆成兩種顏色，紅色路面通往都心的方向，藍色路面則通往東名高速公路方向。頂端則將進行綠化工程、同時計畫將之與鄰近整體開發的分契式公寓及公園連接起來。

## 历史
- 1971年12月21日：3號澀谷線澀谷出入口－用賀出入口（東名高速起點）路段通車，但未設置大橋JCT。
- 2010年3月28日：中央環狀線大橋JCT－西新宿JCT路段通車，此交流道正式投入營運。
- 2015年3月7日：中央環状線大井JCT－大橋JCT路段通車。

### 招標至施工
2007年5月16日，首都高速道路確認株式会社間組為大橋JCT的營建單位，由綜合評估投標的方式決定，拍價為116億日圓，分成兩個篩選階段，第一次由3個競標者中篩選，第二次選出最後的得標者。
當初有六家公司申請投標，但在第一次審查的期間，大林組、奧村組、鹿島建設、清水建設、前田建設工業等五家公司和名古屋市營地下鐵私下進行非法交易，在2007年2月28日受到刑事控訴，因此首都高速道路於隔年3月13日對這五家公司做出禁止投標的處分。
基於上述原因，大林組－奧村組合資公司、鹿島－前田建設工業合資公司、熊谷組合資公司及清水建設－佐藤工業合資公司的三組競標者喪失了參加投標的資格。

## 其他
- 由於2009年7月20日，朝日電視台的電視節目「塔摩利俱樂部」至該處取材、8月7日及14日間兩度播出。這時發布了「附近深60公尺的縱穴是為了工程而挖的」「至池袋一帶的匯合部分並未完成」等事。另外，參與這回演出的江川達也把外景拍攝地交流道大橋表示標誌的設計案原封不動的當成實際的標誌採用。

## 相片

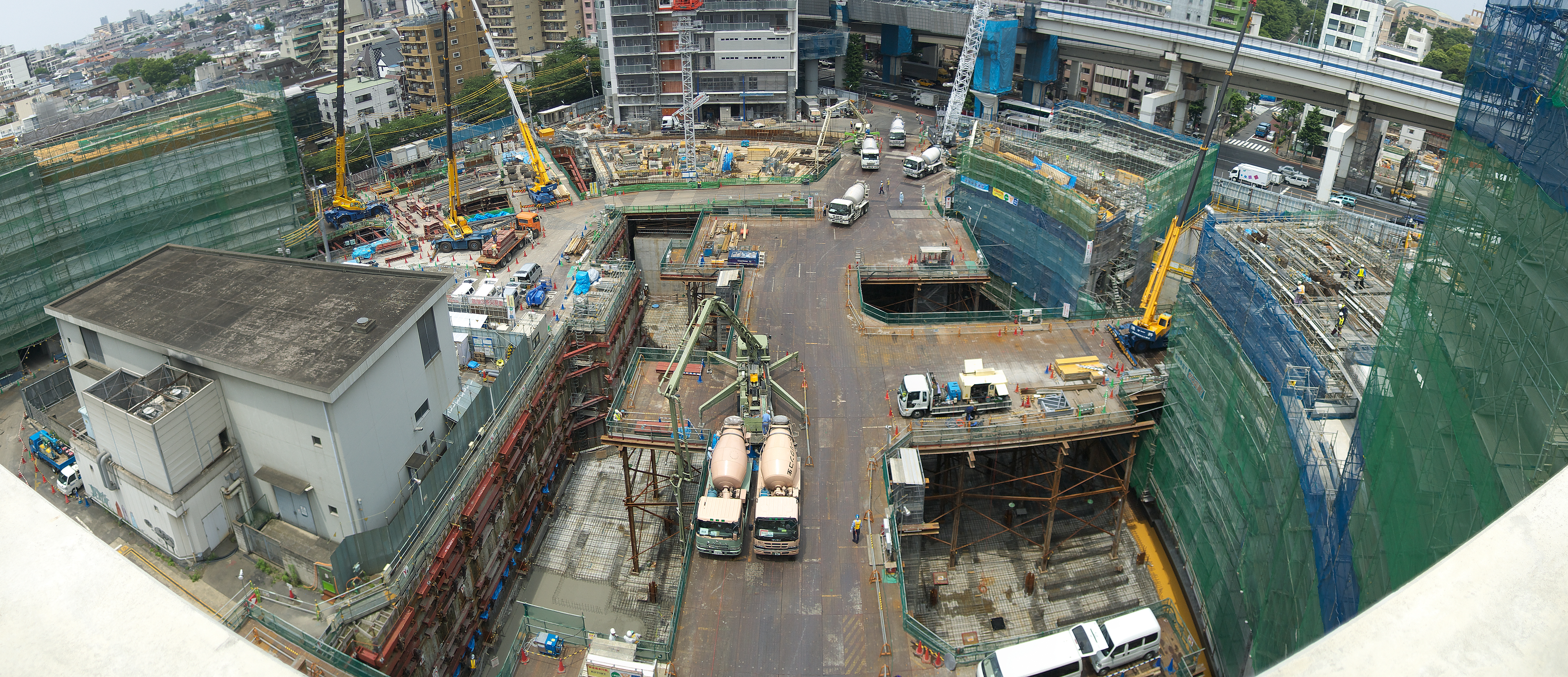
從天台上方眺望大橋JCT環線匝道內側工地。此處將設置通風口（攝於2008年6月）
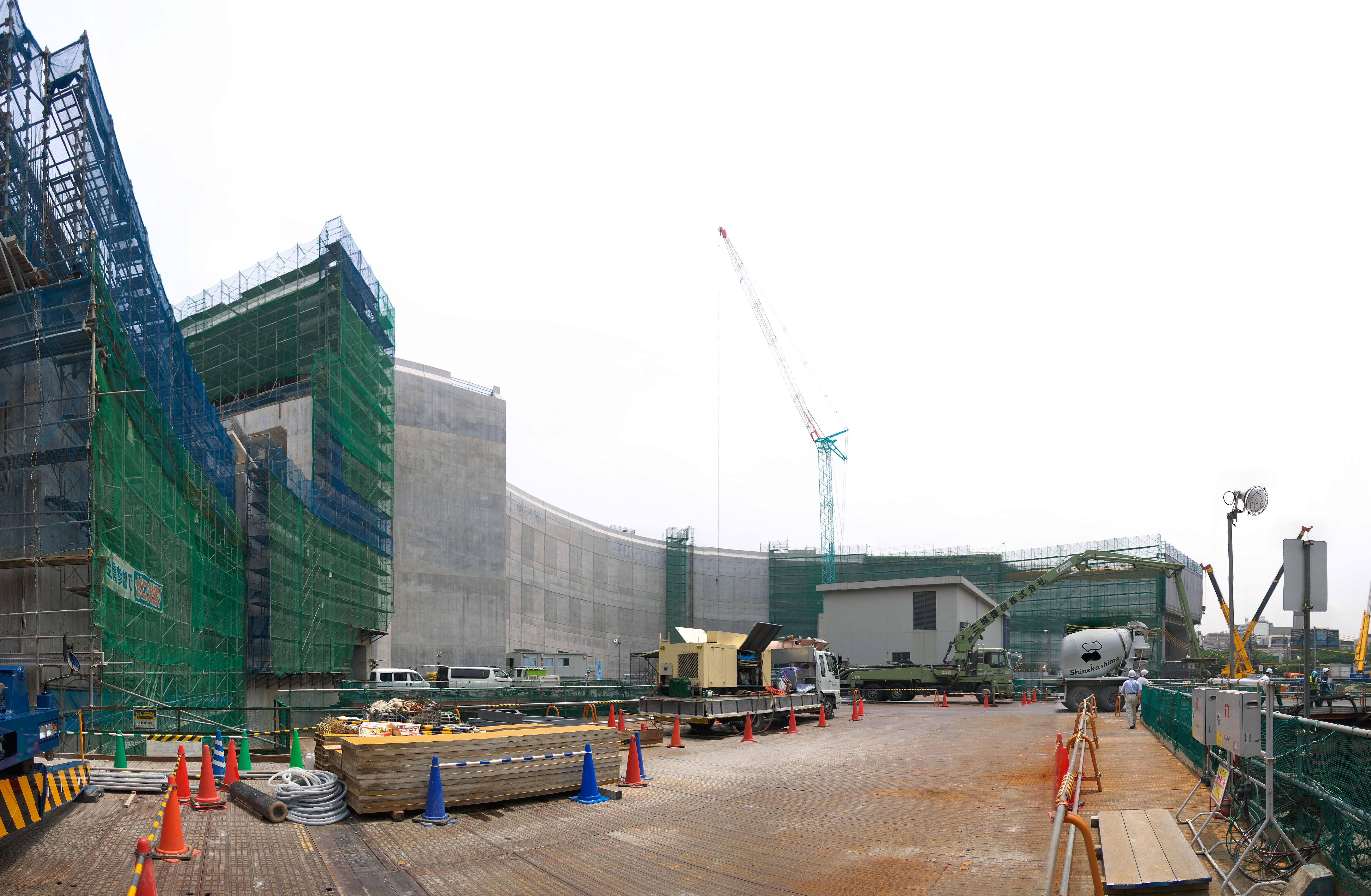
預定建設通風口的環線匝道內側（2008年6月攝影）。
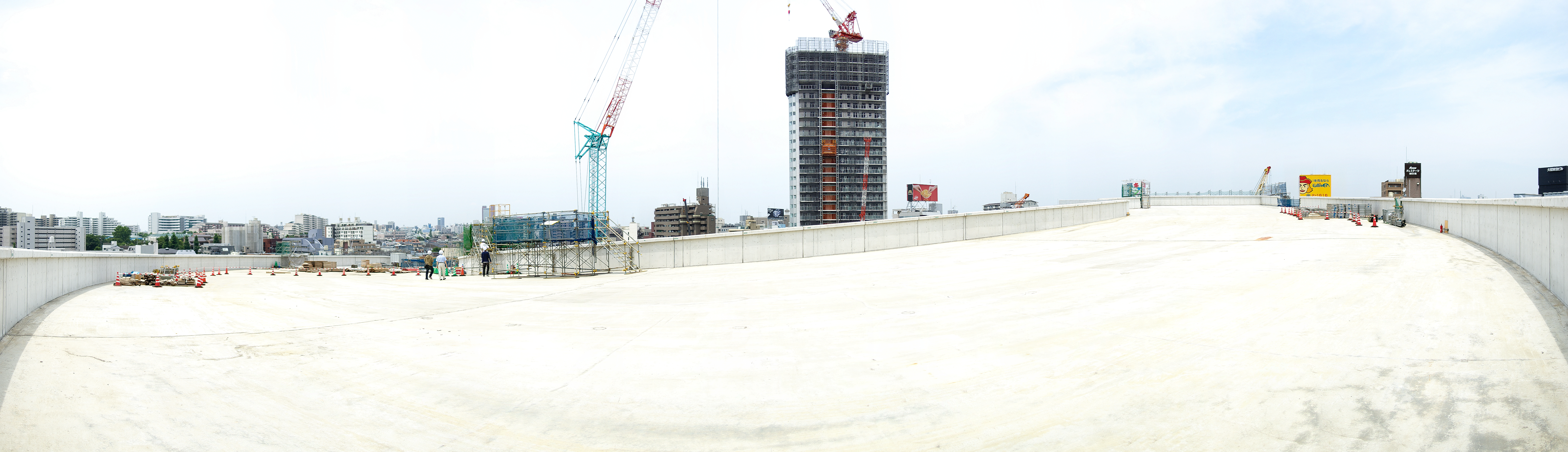
興建中的匝道頂端，預計建設成綠化公園[5][7]。（2008年6月攝影）。
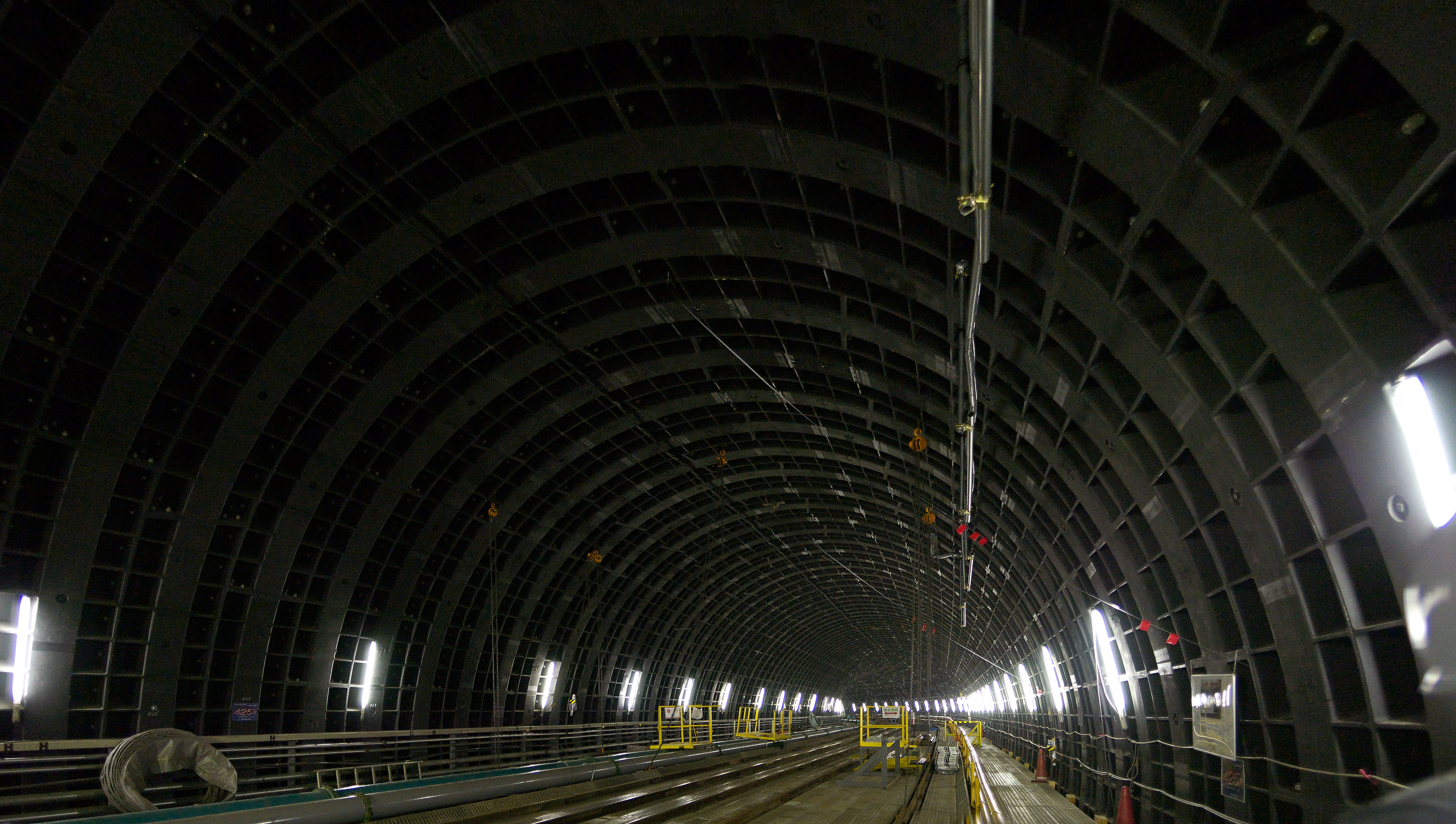
大橋JCT的盾形隧道內部，連接至首都高中央環狀線的山手隧道（2008年6月攝影）。
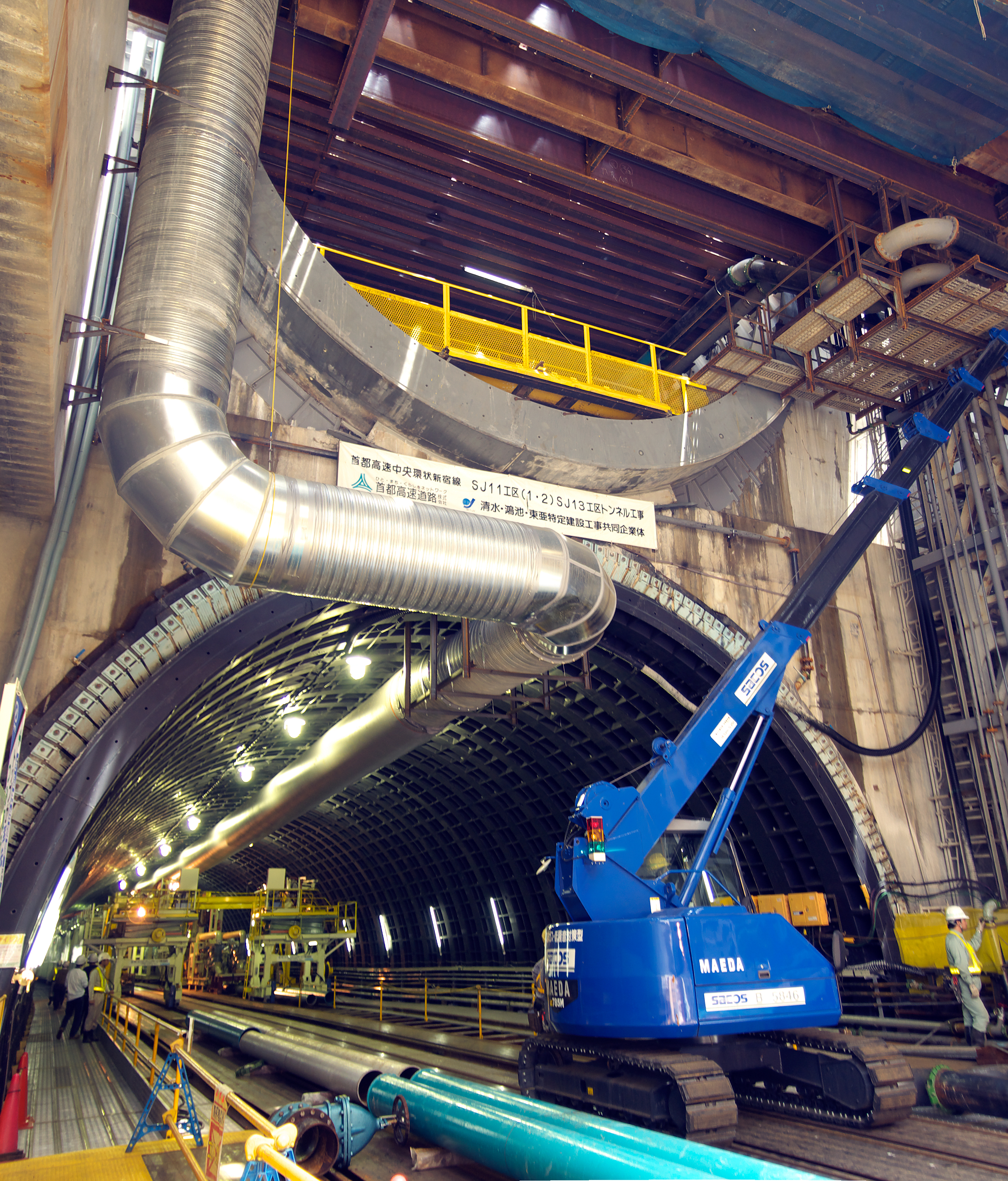
由縱向坑井所見的大橋JCT隧道（2008年6月攝影）。
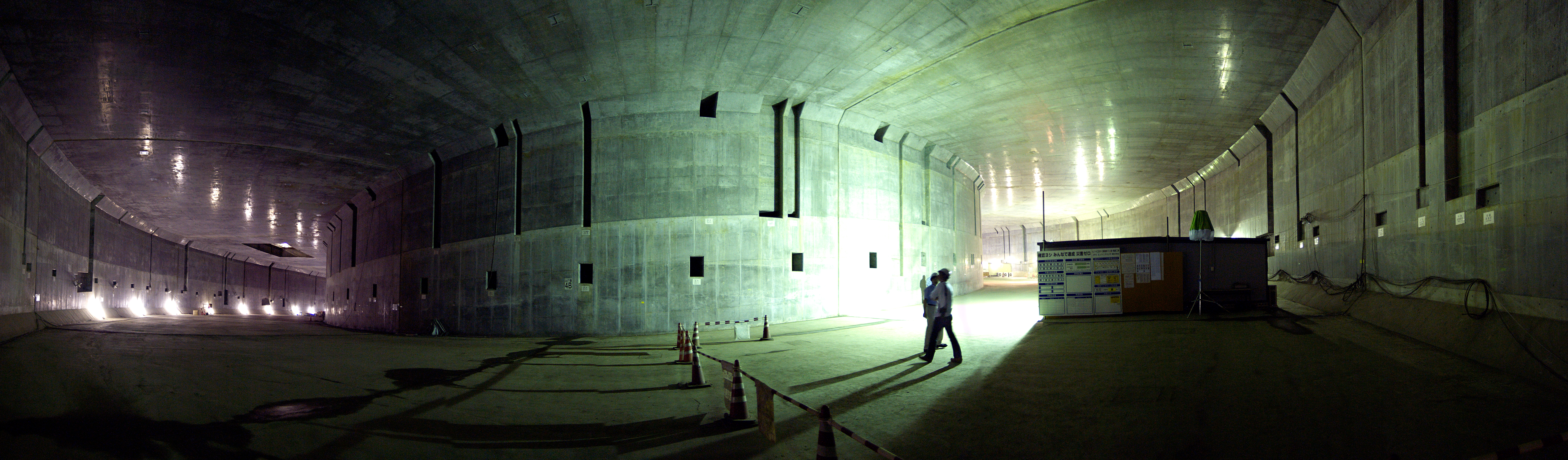
環狀匝道內部。通風設備、路面鋪設和交通標誌均未完成（2008年6月攝影）。
2008年6月左右的大橋隧道內的全斷面隧道鑽掘機後部。

## 鄰近出入口
首都高速3號澀谷線
(302,303)澀谷出入口 - 大橋JCT - (304)池尻出入口
首都高速中央環狀線
五反田出入口 - 大橋JCT - (C22)富谷出入口